# Drabescus notatus
Drabescus notatus är en insektsart som beskrevs av Heinrich Christian Friedrich Schumacher 1915. Drabescus notatus ingår i släktet Drabescus och familjen dvärgstritar. Inga underarter finns listade i Catalogue of Life.